# La Puntilla, Veracruz
La Puntilla är en ort i Mexiko.   Den ligger i kommunen Tamiahua och delstaten Veracruz, i den sydöstra delen av landet, 270 km nordost om huvudstaden Mexico City. La Puntilla ligger 4 meter över havet och antalet invånare är 301.
Terrängen runt La Puntilla är mycket platt. Havet är nära La Puntilla österut.  Närmaste större samhälle är Tamiahua, 1,2 km sydväst om La Puntilla. 